# A Nosa Terra (1977-2011)
A Nosa Terra ("Nuestra tierra" en español) fue un periódico en papel, y posteriormente electrónico, que operó en Galicia desde 1977 hasta 2011. Encuadrado en la órbita del nacionalismo, y escrito íntegramente en gallego, fue dirigido por Margarita Ledo, Xosefina López Corral, Xosé Currás, Afonso Eiré y Manuel Veiga Taboada.

## Historia
Entre los promotores del proyecto de 1977 estaban Margarita Ledo, que fue su primera directora, los periodistas Xosé Ramón Pousa, Antón Galocha, Xosé López, Marita Otero, Lois Celeiro; el diseñador gráfico Pepe Barro y el fotógrafo Fernando Bellas Jiménez. La primera etapa del periódico, siempre semanal, duró hasta 1980, fue dirigida por Ledo y tuvo su sede en Santiago de Compostela. Ledo fue sustituida en 1980 por Xosefina López Corral. En 1981 la publicación fue condenada por ataques a la Constitución y estuvo clausurada durante tres meses. Luego la redacción se traslada a Vigo y reabre con el director en funciones, Afonso Eiré, que sería director formal del semanario a partir de 1983.
Al largo de sus años recogió artículos de los mejores y más destacados periodistas y escritores gallegos (Manuel Rivas, María Xosé Queizán, Carlos Casares, Xosé Antón Gaciño, Xesús González Gómez, ...) y de los más destacados humoristas gráficos, como Xaquín Marín u O Carrabouxo.
El periódico funcionó siempre como semanario, aunque en diversos períodos se vio obligado a salir quincenalmente, haciendo en total 33 años. En diciembre de 2007 el periódico realizó una importante reforma de contenidos: Eiré, el director, ascendía a consejero delegado, y las tareas de dirección periodística recaían en Manuel Veiga.
Asimismo, se publicaba una edición electrónica coordinada por César Lorenzo. Los problemas económicos, endémicos durante toda la vida de esta cabecera, comenzaron a sucederse hasta que en agosto de 2010 la empresa editora, Promociones Culturales Gallegas SA anunció la suspensión de pagos y el cierre del semanario en papel. A partir de este momento, continuó actualizándose la edición electrónica, que cerró definitivamente sus contenidos el 23 de septiembre de 2011.